# Euphorbia sieboldiana
Euphorbia sieboldiana är en törelväxtart som beskrevs av Charles Morren och Joseph Decaisne. Euphorbia sieboldiana ingår i släktet törlar, och familjen törelväxter. Inga underarter finns listade i Catalogue of Life.

## Bildgalleri

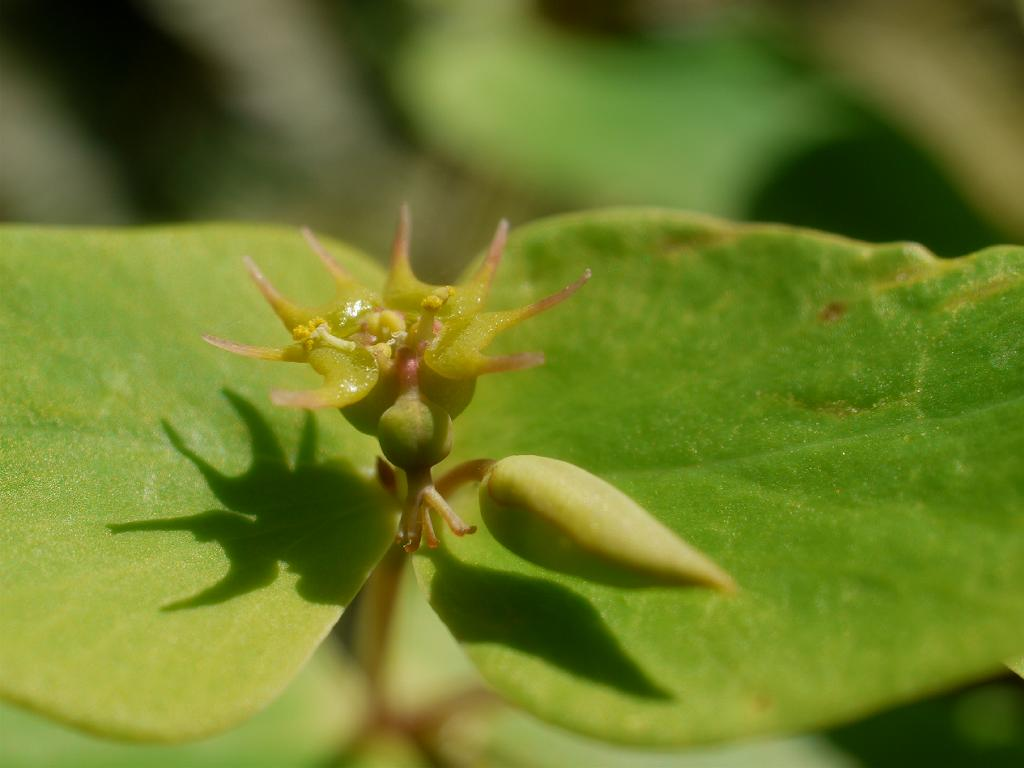